# Pałac w Osłej
Pałac w Osłej – wybudowany w miejscowość Osła w 1830 na miejscu zamku, który spłonął. 
Piętrowy pałac zbudowany na planie prostokąta; w 1903 został przebudowany na budynek w stylu sanatoryjno-wypoczynkowym. Obiekt kryty dachem dwuspadowym z lukarnami. Od frontu w centralnym miejscu znajduje się czworoboczna, trzypiętrowa wieża z głównym wejściem, nakryta dachem dwuspadowym, zwieńczona wieżyczką z latarnią. Po bokach wieży ściana frontowa ozdobiona szczytami. Po prawej stronie ganek z balkonem ograniczony balustradą.

## Przypisy

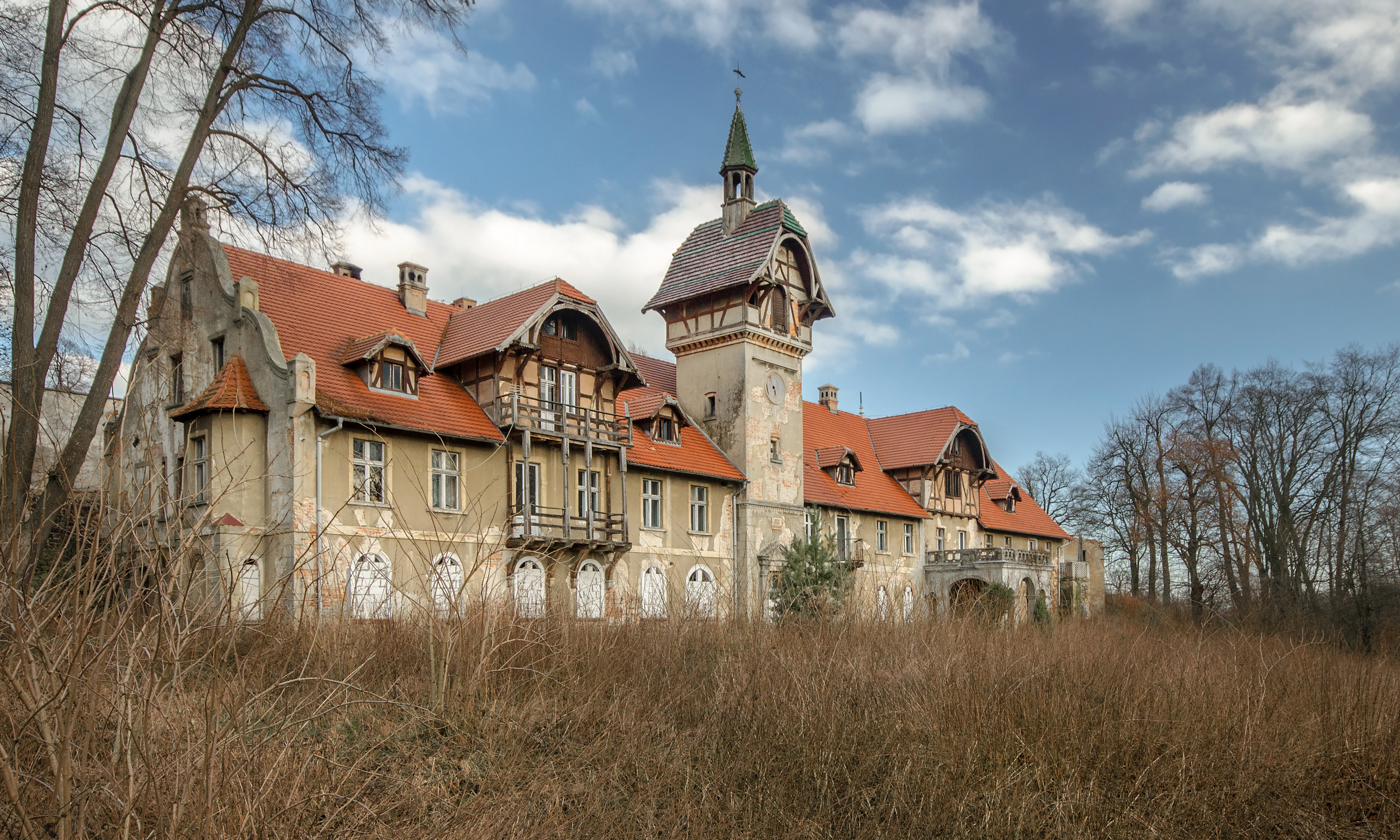
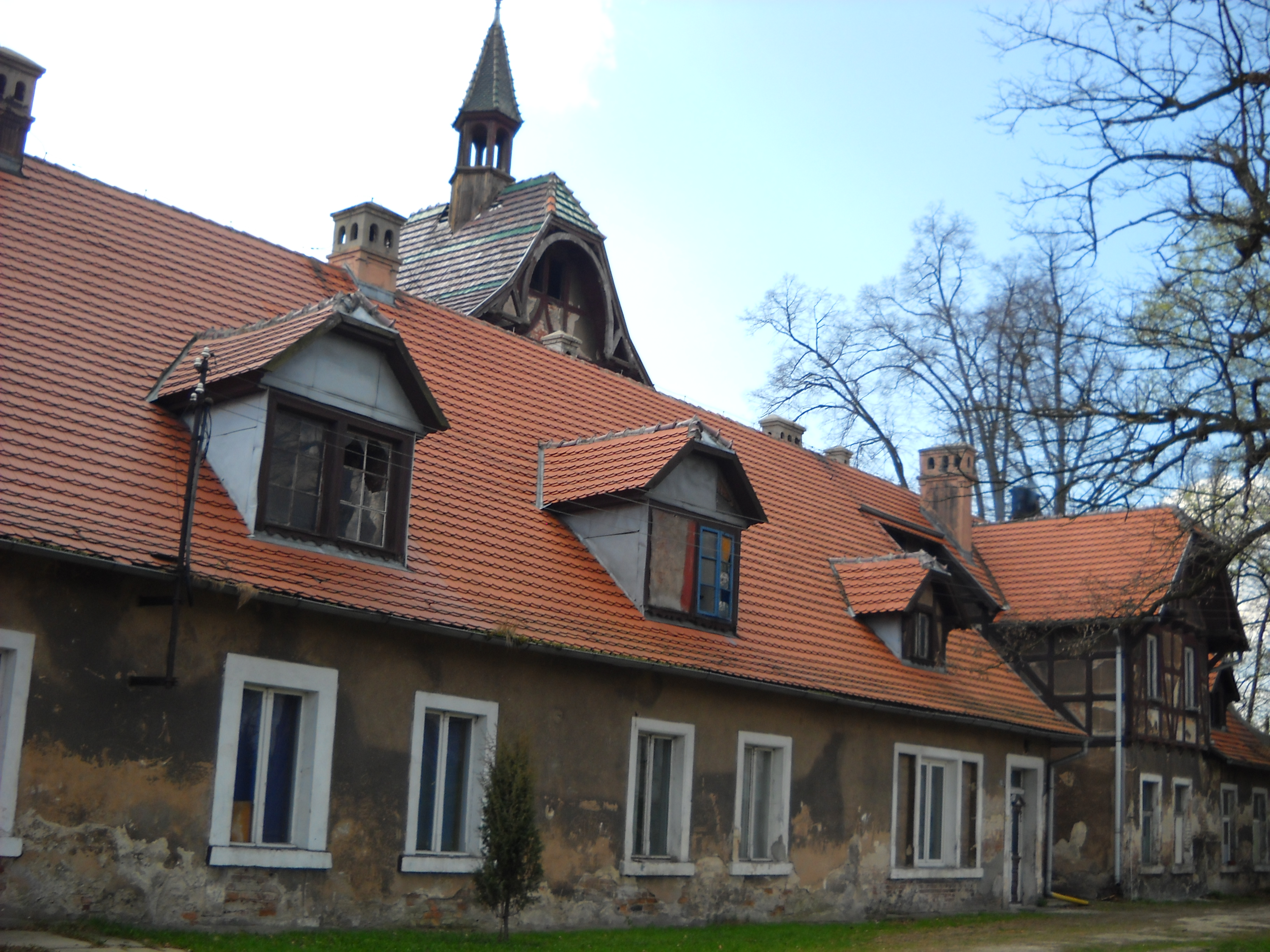